# Olga Iwanowa (lekkoatletka)
Olga Wiktorowna Iwanowa (ros. Ольга Викторовна Иванова, ur. 4 kwietnia 1979 w Kalininie) – rosyjska lekkoatletka, specjalistka pchnięcia kulą.
Zajęła 7. miejsce w pchnięciu kulą na halowych mistrzostwach Europy w 2005 w Madrycie. Odpadła w kwalifikacjach tej konkurencji na mistrzostwach świata w 2005 w Helsinkach, a także na halowych mistrzostwach świata w 2006 w Moskwie.
Zajęła 7. miejsce w pchnięciu kulą na igrzyskach olimpijskich w 2008 w Pekinie. Początkowo była sklasyfikowana na 9. pozycji, ale po dyskwalifikacji białoruskich lekkoatletek Natalli Michniewicz i Nadziei Astapczuk została przesunięta na 7. miejsce. Odpadła w kwalifikacjach na halowych mistrzostwach świata w 2010 w Dosze.
Zdobyła brązowy medal na mistrzostwach Europy w 2010 w Budapeszcie. Początkowo zajęła 5. miejsce, ale po dyskwalifikacji Ostapczuk i Michniewicz przyznano jej brązowy medal.
Iwanowa była halową mistrzynią Rosji w pchnięciu kulą w 2010. Na otwartym stadionie była wicemistrzynią swego kraju w 2008 i 2010 oraz brązową medalistką w 2005, a w hali oprócz złotego medalu w 2010 zdobyła również srebrny w 2006 i brązowy w 2009.
Rekordy życiowe Iwanowej:
- pchnięcie kulą  – 19,48 m (8 lipca 2008, Tuła)
- rzut dyskiem  – 55,48 m (7 czerwca 2003, Tuła)
- pchnięcie kulą  (hala) – 18,64 m (27 lutego 2010, Moskwa)

Jej mężem jest Bogdan Piszczalnikow, dyskobol, olimpijczyk z 2008 i 2012. Mają dwoje dzieci.